# Maria van Woodstock
Maria van Woodstock (Woodstock, 11 maart 1278 - Amesbury, ca. 1332) was een dochter van koning Eduard I van Engeland.

## Biografie
Maria werd geboren in Woodstock Palace als het zevende kind van koning Eduard I van Engeland en diens echtgenote Eleonora van Castilië. Haar grootmoeder, Eleonora van Provence zorgde ervoor dat zij en haar nicht Eleonora van Bretagne non werden in het klooster van Amesbury en in 1285 ging ze daar wonen. In 1292 trad ze definitief in. Na de dood van haar grootmoeder was er sprake van dat ze in zou treden in de abdij van Fontevraud, maar in plaats van Maria maakte Eleonora die overstap.
Ze was niet in staat om een hoge positie in de orde te verwerven, in tegenstelling tot haar nicht Eleonora. Ze bracht nog regelmatig bezoeken aan het koninklijk hof, maar hier kwam een einde aan in 1313. Ze stierf in 1332 en werd waarschijnlijk in Amesbury begraven.